# 阿爾沃爾縣
阿爾沃爾縣（Arwal district）是印度的一個縣，位於該國東北部，由比哈爾邦負責管轄，面積4,839平方公里，主要經濟活動是農業，2011年人口699,000，人口密度每平方公里144人。

## 外部連結
- Khanqah Shamsia
- Arwal Information Portal
- Official site （页面存档备份，存于）

25°14′24″N 84°40′12″E / 25.24000°N 84.67000°E